# John Brown (abolicionista)
John Brown (Torrington, 9 de maio de 1800 – Charles Town, 2 de dezembro de 1859) foi um líder proeminente no movimento abolicionista  dos Estados Unidos nas décadas anteriores à Guerra Civil. Ele ganhou proeminência nacional na década de 1850 por seu abolicionismo radical e sua participação no Bleeding Kansas. Em 1859, Brown foi capturado, julgado e executado pelo governo da Commonwealth da Virgínia por ter liderado e tentado incitar uma rebelião de escravos em Harpers Ferry.
Como cristão evangélico de fortes convicções religiosas, Brown foi profundamente influenciado pela fé puritana de sua educação. Ele acreditava que era "um instrumento de Deus", criado para desferir o "golpe mortal" na escravidão americana, sendo uma "obrigação sagrada". Ele foi o principal expoente da violência no movimento abolicionista americano, acreditando que era necessário acabar com a escravidão nos Estados Unidos pela força das armas depois que décadas de esforços pacíficos falharam. Brown disse que ao trabalhar para libertar os escravizados, ele estava seguindo a ética cristã, incluindo a "regra de ouro" e a Declaração de Independência, onde está escrito que "todos os homens são criados iguais", afirmando que, na sua opinião, estes dois princípios "significavam a mesma coisa".
Brown ganhou atenção nacional pela primeira vez quando liderou voluntários antiescravagistas e seus filhos durante a crise conhecida como Bleeding Kansas durante a década de 1850, uma guerra civil em nível estadual sobre se o Kansas entraria na União como um estado escravagista ou um estado livre. Ele estava insatisfeito com o pacifismo abolicionista, dizendo dos pacifistas: "Esses homens só falam. O que precisamos é de ação – ação!" Em maio de 1856, Brown e seus filhos mataram cinco defensores da escravidão no Massacre de Pottawatomie, uma resposta ao Saque de Lawrence por forças pró-escravidão. Brown então comandou forças antiescravagistas nas batalhas de Black Jack e Osawatomie.
Em outubro de 1859, Brown liderou um ataque ao arsenal federal em Harpers Ferry, Virgínia (no atual território da Virgínia Ocidental), pretendendo iniciar um movimento de libertação de escravos que se espalharia para o sul; ele havia preparado uma Constituição Provisória para os Estados Unidos revisada e livre de escravidão, que esperava concretizar. Ele apreendeu o arsenal, mas sete pessoas morreram e dez ou mais ficaram feridas. Brown pretendia armar os escravos com armas do arsenal, mas apenas alguns escravos aderiram à sua revolta. Os homens de Brown que não fugiram foram mortos ou capturados pela milícia local e por fuzileiros americanos, sendo estes últimos liderados pelo coronel Robert E. Lee. Brown foi preso e julgado por traição contra o Commonwealth da Virgínia, o assassinato de cinco homens e o incitamento a uma insurreição de escravos. Ele foi considerado culpado de todas as acusações e enforcado em 2 de dezembro de 1859, a primeira pessoa executada por traição na história dos Estados Unidos.
O ataque a Harpers Ferry e o julgamento de Brown, ambos amplamente cobertos em jornais nacionais, aumentaram as tensões que, no ano seguinte, levaram à tão esperada secessão do Sul dos Estados Unidos e à Guerra Civil Americana.
O ataque a Harpers Ferry e o julgamento de Brown, ambos amplamente cobertos por jornais nacionais, aumentaram as tensões que no ano seguinte levaram à tão ameaçada secessão do Sul e à Guerra Civil Americana. Os sulistas temiam que outros seguissem logo os passos de Brown, encorajando e armando rebeliões de escravos. Ele era um herói e ícone no Norte, sendo pranteado especialmente pela comunidade afro-americana. Durante a guerra (1861-1865), soldados da União marchavam cantando a popular canção "John Brown's Body" que o retratou como um mártir heróico. Brown foi descrito de várias maneiras na cultura popular, como um mártir heróico e visionário, ou até mesmo como um louco e um "terrorista".